# Hans Schommer
Hans Schommer ist ein deutscher Tischtennisspieler. Er nahm für das Saarland an einer Weltmeisterschaft teil.
Schommer spielte beim 1. FC Saarbrücken. Mit dessen Herrenmannschaft wurde er 1966 Meister der Oberliga Südwest und stieg in die neu gegründete Bundesliga auf.
1955 trat er für das Saarland in den Individualwettbewerben der Weltmeisterschaft in Utrecht an. Dabei kam er nicht in die Nähe von Medaillenrängen. Im Doppelwettbewerb setzte er sich mit Günter Hoffmann nach Freilos gegen Olle Gustner/Kjell Wilhelmsson (Schweden) durch, nicht aber gegen die Ungarn József Kóczián/Ferenc Sidó.

## Turnierergebnisse
| Verband | Veranstaltung     | Jahr | Ort     | Land | Einzel    | Doppel    | Mixed        | Team |
| ------- | ----------------- | ---- | ------- | ---- | --------- | --------- | ------------ | ---- |
| SAA     | Weltmeisterschaft | 1955 | Utrecht | NED  | Scratched | letzte 32 | keine Teiln. | 25?  |